# Trzebyczka (potok)
Trzebyczka (Wysiłka) – potok, lewostronny dopływ Czarnej Przemszy o długości 15,1 km i powierzchni zlewni 50,87 km².
Źródła potoku znajdują się w gminie Łazy, skąd wpływa on na teren Dąbrowy Górniczej i uchodzi do Czarnej Przemszy w Wojkowicach Kościelnych.
Nad brzegami Trzebyczki, przepływającej przez dzielnicę Dąbrowy Górniczej, Antoniów – utworzono użytek ekologiczny Bagna w Antoniowie. Dolina potoku mimo częściowego odkształcenia stosunków wodnych prezentuje wysoką wartość przyrodniczą. Są to obszary wodno-błotne i zabagnione, stanowiące siedliska wielu zanikających gatunków roślin i zwierząt. Przy brzegach dawnego koryta potoku powstają zbiorowiska łęgowe.